# Deidesheimer Langenmorgen
Langenmorgen heißt eine Weinlage, die westlich der pfälzischen Kleinstadt Deidesheim (Rheinland-Pfalz) liegt. Ihre Rebfläche umfasst 10,4 ha.

## Lage, Klima, Böden
Der Langenmorgen gehört zum Anbaugebiet Pfalz und hier wiederum zum Bereich Mittelhaardt-Deutsche Weinstraße. Es handelt sich um eine Einzellage, die Teil der Großlage Forster Mariengarten ist. Der Langenmorgen liegt auf einer Höhe von etwa 125 bis 150 m ü. NHN. Er ist zu 100 % hängig.
Der als Mittelhaardt bezeichnete Übergang des Pfälzerwaldes zum Vorderpfälzer Tiefland bildet hier eine etwa zwei Kilometer breite Vorhügelzone. Die Böden des Langemorgens bestehen aus Lehm, lehmigem Sand und sind teilweise sandsteingeröllhaltig. Der Gebirgszug der Haardt schützt in seinem Lee den Langemorgen vor Niederschlägen, zudem bewirkt die Hangneigung, dass in frostigen Frühjahrsnächten kalte Luftmassen zur Rheinebene hin abfließen können und Erfrierungen an den Reben meist ausbleiben.

## Name
Die Erstnennung des Namens war im Jahr 1491 („der lang Morge“). Der Name ist zurückzuführen auf die Parzellenform und das Flächenmaß Morgen.